# Osvaldo Miranda
Osvaldo Miranda, nome intero Osvaldo Isaías Mathon Miranda (Buenos Aires, 3 novembre 1915 – Buenos Aires, 20 aprile 2011), è stato un attore argentino.

## Teatro
- Sueño de una noche de verano en el T. Colón (1953)
- La mala reputación (1954)
- Boing Boing
- La dama del Máxime
- Plaza Suit
- Donde duermen dos, duermen tres
- La pequeña choza

## Cinema
- Los muchachos de antes no usaban gomina (1937)
- Navidad de los pobres (1947)
- La hostería del caballito blanco (1948)
- Concierto de bastón (1951)
- Convención de vagabundos, regia di Rubén W. Cavallotti (1965)
- Los muchachos de antes no usaban gomina (1969)
- Frutilla (1980)

## Televisione
- La comedia de bolsillo (Canal 7)
- Tropicana (5 años) (Canal 7)
- Mi marido y mi padrino (Canal 7)
- La nena (Canal 13)
- Mi cuñado (Canal 13)

## Premi
- Ciudadano Ilustre
- Premio San Javier
- Premio Santa Clara de Asís
- Cruz de Plata de Squiú
- Numerosi Premi de la Cámara del Senado
- Premio Homero Manzi
- 4 Premio Martín Fierro: per Tropicana, Mi marido y mi padrino, La nena e Mi cuñado.
- Premio Martín Fierro a la Trayectoria (insieme a Niní Marshall)
- Premio Movimiento Familiar Cristiano
- 2 Premio Florencio Sánchez